# マルクス・ファビウス・リキヌス
マルクス・ファビウス・リキヌス（ラテン語: Marcus Fabius Licinus)、生没年不詳）は紀元前3世紀中期の共和政ローマの政治家・軍人。紀元前246年に執政官（コンスル）を務めた。

## 出自
パトリキであるファビウス氏族の出身。父のプラエノーメン（第一名、個人名）はガイウス、祖父はマルクスである。父のガイウスは紀元前273年の執政官ガイウス・ファビウス・ドルソ・リキヌスである。

## 経歴
紀元前246年、ブテオは執政官に就任。第一次ポエニ戦争の19年目の年であり、同僚執政官はマニウス・オタキリウス・クラッススであった。両執政官は、シケリアでカルタゴの将軍ハミルカルに対する作戦を実施した。しかし、この時期に大きな戦闘が行われたとの記録は無く、前年に続いて小競り合いが続き、さらには翌年も同様であった。
両執政官がシケリアに出征していたため、翌年の執政官選挙のためにティベリウス・コルンカニウスが独裁官に任命された。

## 参考資料
- ポリュビオス『歴史』
- エウトロピウス『首都創建以来の略史』
- カピトリヌスのファスティ
- Broughton, T. Robert S. (1951). The Magistrates of the Roman Republic . Volume I, 509 BC - 100 BC. I, number XV. New York: The American Philological Association
- the Dictionary of Greek and Roman Biography and Mythology (in public domain ), of William Smith (1870),